# Digaro-mishmi
Le digaro-mishmi  est une langue tibéto-birmane du groupe des langues bodiques, parlée dans l'État de l'Arunachal Pradesh, en Inde. Quelque 850 locuteurs se trouvent au Tibet, en Chine, où la langue est appelée darang deng.

## Autres noms
Cette langue peut aussi être appelée darang deng, digaro, digaru, mishmi, taaon, taraon ou taying.

## Caractéristiques
Le digaro-mishmi est lié au groupe des langues tani. Il y a 25 % de similarités lexicales avec l'idu-mishmi et 10 % avec le miju-mishmi.

## Phonologie
Les tableaux montrent l'inventaire phonémique du digaro-mishmi.

### Voyelles
|         | Antérieure | Centrale | Postérieure |
| ------- | ---------- | -------- | ----------- |
| Fermée  | i [i]      | ə [ə]    | u [u]       |
| Moyenne | e [e]      |          | o [o]       |
| Ouverte |            | a [a]    |             |

### Consonnes
|              |               | Labiales  | Labiales  | Alvéolaires | Alvéolaires | Alvéolaires | Dorsales | Glottales |
| ------------ | ------------- | --------- | --------- | ----------- | ----------- | ----------- | -------- | --------- |
| Bilabiales   | Labiodentales | Centrales | Latérales | Palatales   | Vélaires    |             |          | Glottales |
| Occlusives   | Sourdes       | p [p]     |           | t [t]       |             |             | g [k]    |           |
| Occlusives   | Sonores       | b [b]     |           | d [d]       |             |             | g [g]    |           |
| Affriquées   | Sourdes       |           |           |             |             | č [t͡ʃ]      |          |           |
| Affriquées   | Sonores       |           |           |             |             | j [ d͡ʒ]     |          |           |
| Fricatives   | sourdes       |           |           | s [s]       |             |             |          | h [h]     |
| Fricatives   | sonores       |           |           | z [z]       | l [l]       |             |          |           |
| Nasales      | Nasales       | m [m]     |           | n [n]       |             |             | ŋ [ŋ]    |           |
| liquide      | liquide       |           |           |             | r [r]       |             |          |           |
| Semi-voyelle | Semi-voyelle  | w [w]     |           |             |             | y [j]       |          |           |

### Tons
Le digaro-mishmi est une langue tonale qui possède quatre tons : montant, descendant, égal, montant-descendant. Les tons varient considérablement entre les locuteurs,.

### Source bibliographique
- (en) G. Devi Prasada Sastry, Mishmi Phonetic Reader, Central Institute of Indian Languages, 1984, 147 p. (présentation en ligne).